# Peristethium attenuatum
Peristethium attenuatum är en tvåhjärtbladig växtart som beskrevs av Kuijt. Peristethium attenuatum ingår i släktet Peristethium och familjen Loranthaceae. Inga underarter finns listade i Catalogue of Life.